# شریان پودندال داخلی
سرخرگ شرمگاهی درونی یا سرخرگ پودندال داخلی (انگلیسی: Internal pudendal artery) یکی از سه شاخه از سرخرگ‌های شرمگاهی است.
خاستگاه: سرخرگ تهیگاهی (iliac) درونی شاخه‌ها: شاخه‌های پوست بیضه‌ای (scrotal) خلفی یا لب فرجی خلفی، سرخرگ‌های راست روده‌ای پائینی، میاندوراهی (perineal)، پیشابراهی (urethral)، سرخرگ پیاز آلت یا دهلیز (وستیبول)، سرخرگ عمقی پنیس یا کلیتوریس، سرخرگ پشتی پنیس یا کلیتوریس پراکندگی و اختتام: اندام‌های تناسلی بیرونی، کانال مقعد، میان‌دوراه (پرینه).